# Kauniainen
Kauniainen [ˈkɑu̯niɑi̯nɛn], schwedisch Grankulla, ist eine Stadt mit rund 10.200 Einwohnern im Süden Finnlands. Die flächenmäßig kleinste Stadt Finnlands (sechs Quadratkilometer) ist ein Villenvorort der nahegelegenen Hauptstadt Helsinki.

## Geografie

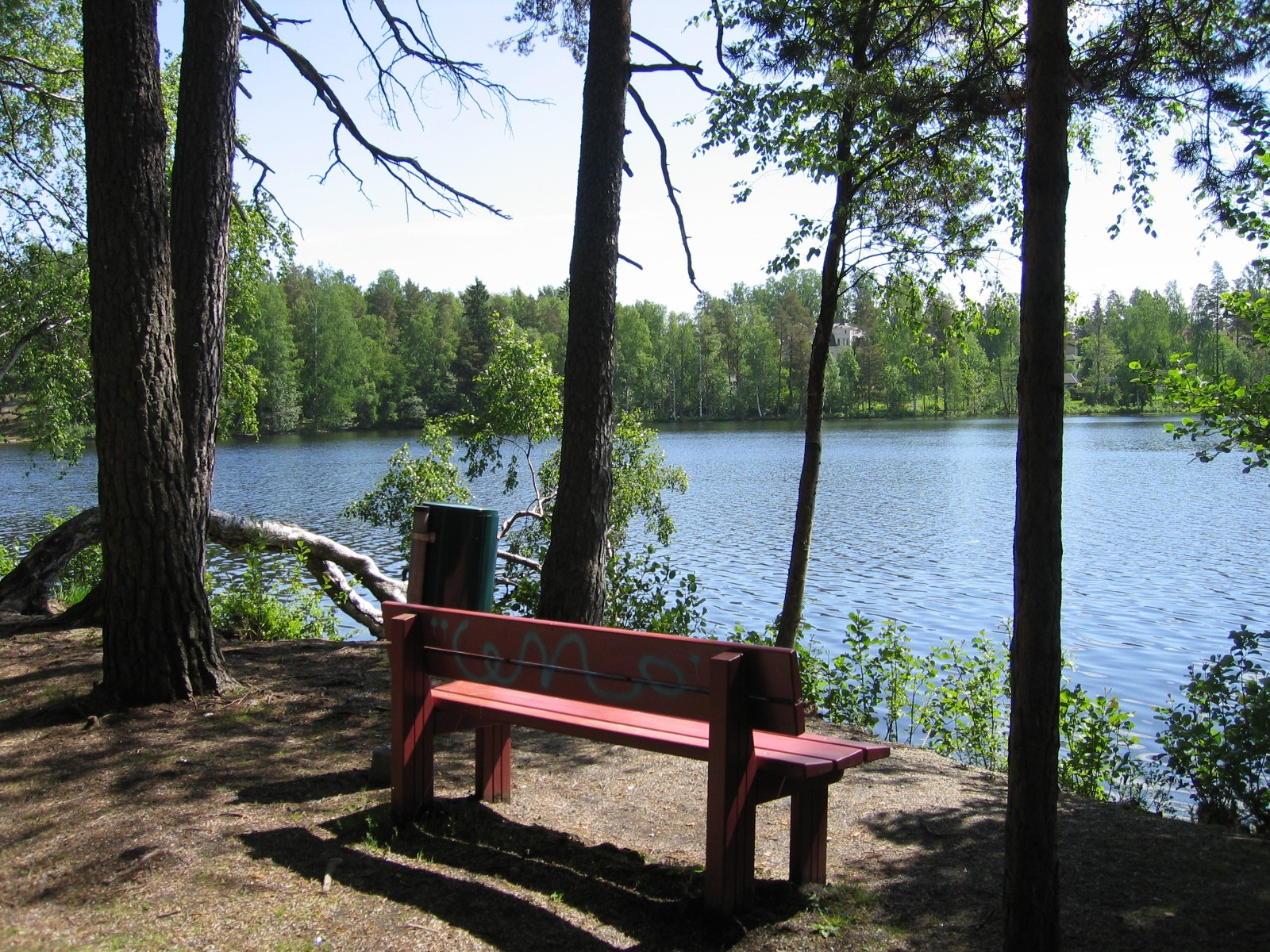
Am Gallträsk-See in Kauniainen

Kauniainen liegt in der südfinnischen Landschaft Uusimaa im Vorortbereich der Hauptstadt Helsinki. Die Städte Helsinki, Vantaa, Espoo und Kauniainen bilden zusammen eine als „Hauptstadtregion“ bezeichnete Agglomeration. De facto sind sie mittlerweile zu einer einzigen Großstadt mit rund einer Million Einwohnern zusammengewachsen, politisch sind die vier Städte nach wie vor eigenständig.
Kauniainen wird vollständig von der Nachbarstadt Espoo umschlossen. Kauniainen liegt 15 km westlich des Stadtzentrums von Helsinki. Offiziell ist Kauniainen in drei durchnummerierte Stadtteile eingeteilt, diese haben im Alltag keine praktische Bedeutung. Der einzige Teil Kauniainens, der allgemein als eigenständiger Stadtteil aufgefasst wird, ist Kasavuori im Westen der Stadt.

## Geschichte

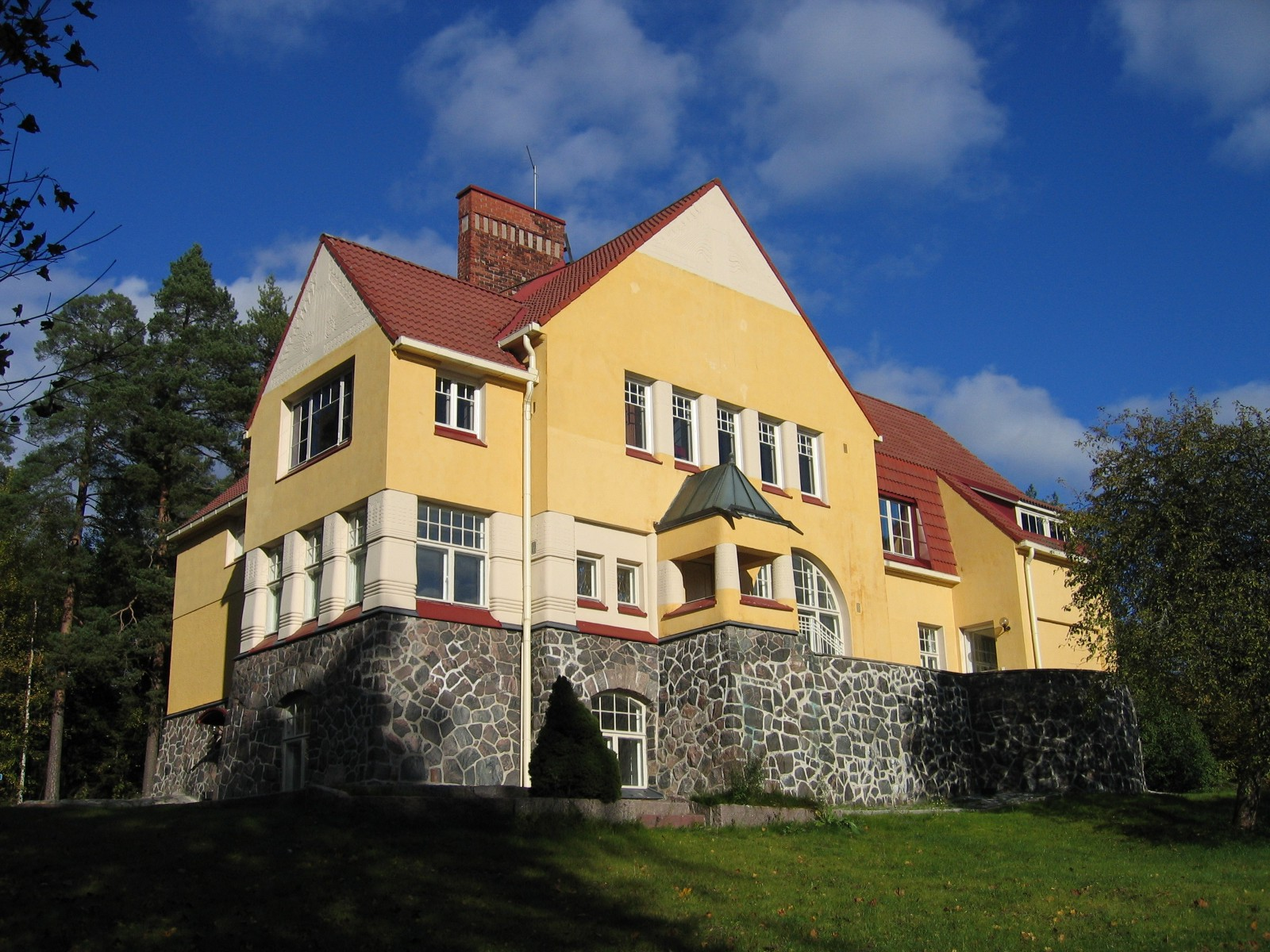
Die Villa Vallmogård, Wohn- und Arbeitsort des Schriftstellers Mikael Lybeck

Kauniainen wurde 1906 unter dem schwedischen Namen Grankulla als Villenvorort von Helsinki gegründet. Der ruhige Ort inmitten von Nadelwäldern war durch die 1903 eröffnete Bahnstrecke gut an die Hauptstadt angebunden und entwickelte sich bald zu einem bevorzugten Wohngebiet wohlhabender Helsinkier. 1920 wurde Grankulla zum Marktflecken erhoben. Von den damals 1300 Einwohnern war die Mehrheit noch schwedischsprachig. Den finnischen Namen Kauniainen erhielt die Gemeinde erst 1949. In den 1970er Jahren war die Einwohnerzahl Kauniainens bereits auf über 6000 Einwohner angestiegen. 1972 erhielt Kauniainen dann zeitgleich mit Espoo und Vantaa den Status einer Stadt, im Jahr darauf gab es erstmals eine finnischsprachige Bevölkerungsmehrheit.

## Wappen
Beschreibung des Wappens: Im blauen Schild sind drei mit silber unterlegte goldene Rosen balkenweise im Schildhaupt über einem goldenen Eichhörnchen mit roten Krallen und einen schwarzen Zapfen haltend.

## Bevölkerung
Kauniainen hatte am 31. Dezember 2020 10.177 Einwohner. Die Bevölkerungsdichte beträgt somit 1731 Einwohner pro Quadratkilometer.
Die Finnlandschweden sind in Kauniainen überproportional stark vertreten. Bis 1973 war die Stadt mehrheitlich schwedischsprachig, durch den Zuzug aus anderen Landesteilen ist der Anteil der schwedischsprachigen Bevölkerung zurückgegangen. Heute sprechen 57 % der Bevölkerung Finnisch, 41 % Schwedisch als Muttersprache, was immer noch deutlich mehr ist als in den anderen Städten der Hauptstadtregion. Offiziell ist die Stadt zweisprachig mit Finnisch als Mehrheits- und Schwedisch als Minderheitssprache.

## Politik

### Stadtrat
Die stärkste politische Kraft in Kauniainen ist die Schwedische Volkspartei. Bei der Kommunalwahl 2021 gaben mehr als 40 % der Wähler der traditionellen politischen Vertretung der Finnlandschweden ihre Stimme. Im Stadtrat, der höchsten Entscheidungsinstanz in lokalen Angelegenheiten, stellt sie 15 von 35 Sitzen. Ebenfalls stark vertreten ist die konservativ-liberale Sammlungspartei mit 12 Sitzen. Linke Parteien spielen in Kauniainen eine geringe Rolle: Die Grünen stellen vier Abgeordnete, die Sozialdemokraten erreichten mit einem Wahlergebnis etwa mehr als drei Prozent nur einen Sitz im Stadtrat. Ebenfalls mit einem Abgeordneten im Stadtrat vertreten sind die Christdemokraten. Die Basisfinnen am rechten Rand erhielten zwei Mandate.
- SDP: 1
- VIHR: 4
- RKP: 15
- KOK: 12
- KD: 1
- PS: 2

| Partei                          | Wahlergebnis 2021 | +/−%p | Sitze | +/− |
| ------------------------------- | ----------------- | ----- | ----- | --- |
| Schwedische Volkspartei (RKP)   | 42,0 %            | − 2,0 | 15    | − 1 |
| Nationale Sammlungspartei (KoK) | 34,0 %            | − 0,2 | 12    | − 1 |
| Grüner Bund (Vhr)               | 11,5 %            | + 1,3 | 4     | + 1 |
| Basisfinnen (PS)                | 5,7 %             | + 2,1 | 2     | + 1 |
| Sozialdemokraten (SDP)          | 3,4 %             | + 0,2 | 1     | ± 0 |
| Christdemokraten (KD)           | 1,8 %             | − 0,3 | 1     | ± 0 |

Die Wahlbeteiligung lag im Jahr 2021 bei 73,1 %.

### Städtepartnerschaften
Kauniainen unterhält eine Städtepartnerschaft mit der schwedischen Gemeinde Danderyd. Danderyd hat eine sehr ähnliche Geschichte wie Kauniainen, wurde es doch Anfang des 20. Jahrhunderts als Villenvorort von Stockholm gegründet.

## Stadtbild

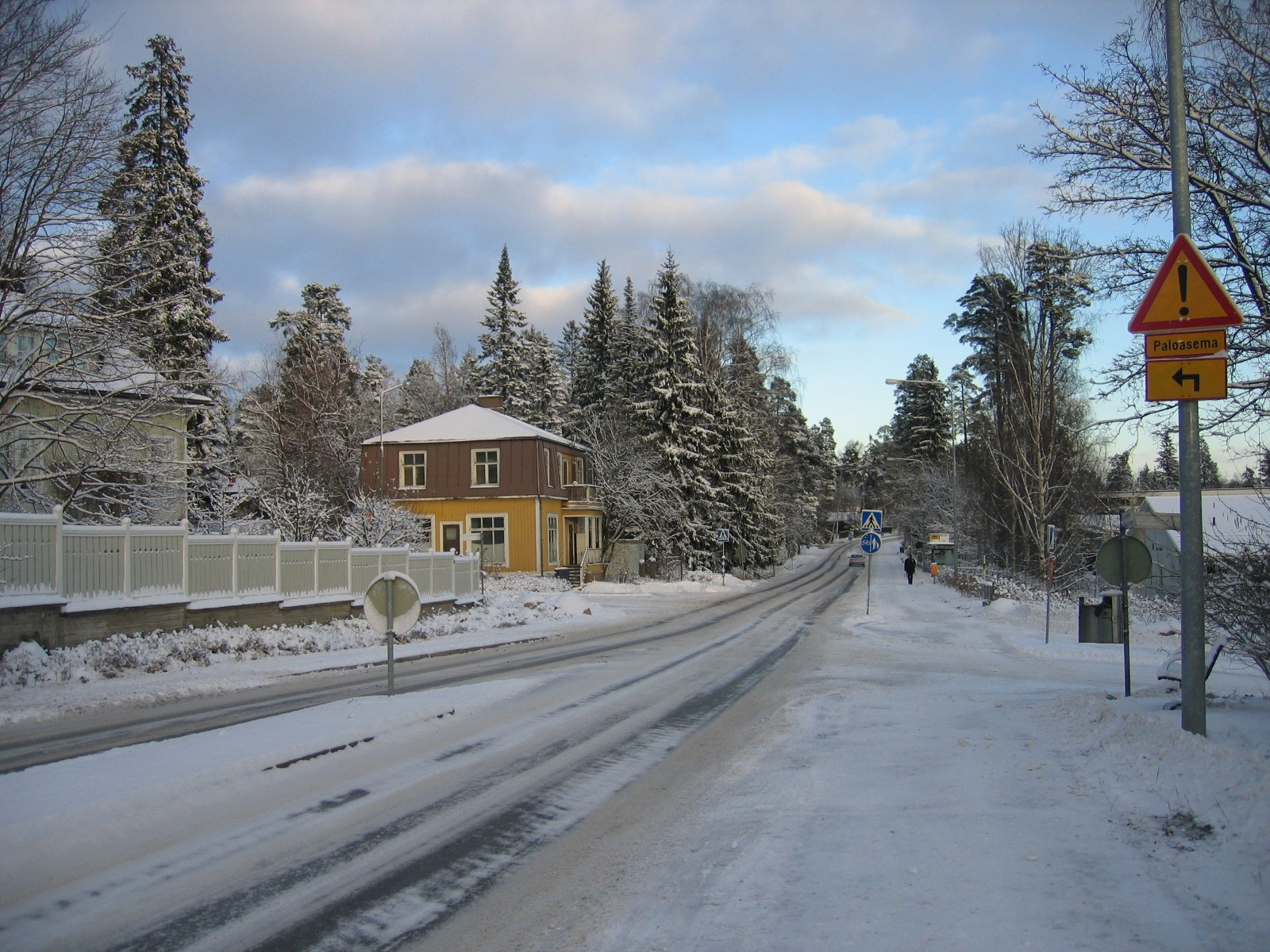
Eine typische Straßenansicht im winterlichen Kauniainen

Kauniainen ist bis heute eine naturnahe Gartenstadt geblieben, in der Villen und Einfamilienhäuser vorherrschen. Aufgrund seiner attraktiven Lage und Umgebung ist Kauniainen ein beliebter Wohn- und Villenvorort für die Menschen der Hauptstadtregion. Dazu beitragen dürfte auch, dass die Stadt den mit 16 % niedrigsten Kommunalsteuersatz in ganz Finnland hat.

## Söhne und Töchter der Stadt
- Marcus Grönholm (* 1968), Rallyefahrer
- Nina Chydenius (* 1990), Langstreckenläuferin
- Isac Elliot (* 2000), Sänger